# Vinden genom nyckelhålet
The Wind Through the Keyhole är en fantasyroman från 2012 av Stephen King.

## Handling
I "The Wind Through the Keyhole" återvänder Stephen King till Mittvärlden, den spektakulära fantasyvärld där de första sju böckerna i "Det Mörka Tornet"-serien utspelar sig. Roland Deschain och hans ka-tet - Jake, Susannah, Eddie och billybumlaren Oy - hamnar mitt i en kraftig storm kort efter att de korsat floden Whye på sin väg mot de Yttre Baronierna. Medan de väntar ut stormen berättar Roland två märkliga historier, vilket kastar nytt ljus på revolvermannens eget förflutna. 

Under hans första år som revolverman skickas Roland iväg av sin far tillsammans med vännen Jamie DeCurry för att undersöka en mystisk varelse som terroriserar befolkningen i baroniet Debaria. Roland tar hand om pojken Bill Streeter, den enda överlevande efter varelsens senaste massaker. För att lugna pojken berättar Roland en historia som hans egen mor ofta berättade för honom själv när han var liten; Vinden genom nyckelhålet, legenden om Tim Stoutheart. 